# Kruklanki (stacja kolejowa)
Kruklanki – zlikwidowana stacja kolejowa w Kruklankach, w powiecie gizyckim, w województwie warmińsko-mazurskim, w Polsce.
W okresie międzywojennym Kruklanki znalazły się na trasie linii kolejowej relacji Giżycko – Węgorzewo. Rozpoczynała się tam też połączenie do Olecka. Po wojnie Kruklanki były stacją końcową linii Giżycko – Kruklanki.